# Epidesma capysca
Epidesma capysca là một loài bướm đêm thuộc phân họ Arctiinae, họ Erebidae.